# Веренка (Нижньогородська область)
Веренка (рос. Веренка) — присілок в Большеболдинському районі Нижньогородської області Російської Федерації.
Населення становить 85 осіб. Входить до складу муніципального утворення Молчановська сільрада.

## Історія
Від 2009 року входить до складу муніципального утворення Молчановська сільрада.

## Населення
| 1999 | 2002 | 2010 |
| ---- | ---- | ---- |
| 86   | ↗90  | ↘85  |